# (3125) Hay
(3125) Hay (1982 BJ1) – planetoida z pasa głównego asteroid okrążająca Słońce w ciągu 4,2 lat w średniej odległości 2,6 au Odkryta 24 stycznia 1982 roku.